# Zoisova nagrada
Zoisova nagrada je najvišja nagrada v Sloveniji za dosežke na področju znanstvenoraziskovalnega dela in razvojne dejavnosti. Nagrada se podeljuje od leta 1998 naprej (do leta 1997 so se podeljevale Nagrade Republike Slovenije za znanstvenoraziskovalno delo). Nagrada je dobila ime po slovenskem podjetniku in raziskovalcu Žigi Zoisu. Nagrado podeljuje odbor, ki ga imenuje Vlada Republike Slovenije. Poleg Zoisove nagrade ta vsako leto odloča o podelitvi Zoisovega priznanja, priznanja Ambasador Republike Slovenije v znanosti in od leta 2006 naprej Puhove nagrade in Puhovega priznanja.

## Zgodovina
V prvih letih so se na leto podelile štiri Zoisove nagrade: praviloma dve za življenjsko delo znanstvenika, ki je s svojim delom bistveno prispeval k razvoju znanosti, in dve za vrhunski znanstveni dosežek.
Od leta 2006 naprej se podeljuje Zoisova nagrada za:
- življenjsko delo raziskovalca oziroma raziskovalke, ki se je s svojim delom izjemno uveljavil oziroma uveljavila na področju znanstvenoraziskovalne in razvojne dejavnosti in
- vrhunske dosežke na področju znanstvenoraziskovalne in razvojne dejavnosti.

Od leta 2006 naprej se vsako leto lahko podeli največ štiri Zoisove nagrade.
Zoisova nagrada za življenjsko delo se lahko podeli raziskovalcu ali raziskovalki, ki je s svojim raziskovalnim delom bistveno prispeval oziroma prispevala k razvoju znanosti. Za to nagrado je lahko predlagan kandidat ali kandidatka, ki je že dopolnil oziroma dopolnila 65 let starosti.
Zoisovo nagrado se podeli posamezniku in skupini za delo, ki je nastalo pretežno v Sloveniji ali so k njemu prispevali delavci organizacij s sedežem v Sloveniji.

## Odbor za podelitev nagrade
Od leta 2006 Vlada Republike Slovenije imenuje odbor za podelitev nagrade. Do konca leta 2017 se je imenoval Odbor Republike Slovenije za Zoisovo nagrado, Zoisovo priznanje, priznanje ambasador znanosti Republike Slovenije in Puhovo priznanje, od leta 2018 pa se imenuje Odbor Republike Slovenije za podelitev nagrad in priznanj za izjemne dosežke v znanstvenoraziskovalni in razvojni dejavnosti. Odbor sestavljajo uveljavljeni raziskovalci - znanstveniki. Kandidate za člane odbora predlagajo SAZU, univerze, visokošolski zavodi, raziskovalni zavodi, gospodarske organizacije in posamezni raziskovalci. Odbor sestavlja 14 članov/-ic in predsednik/-ca. Sestavljen je tako, da so zastopana vsa področja znanstvenih ved. Odbor je imel v preteklih letih sledečo sestavo:
- 2006–2007: Peter Maček (predsednik), Ivo Boscarol, Avrelija Cencič, Jože Duhovnik, Eldar M. Gadžijev, Kajetan Gantar, Berta Jereb, Dušan Lesjak, Janez Levec, Janek Musek, Franc Rozman, Anton Suhadolc, Nikolaj Torelli, Danilo Zavrtanik, Terezija Zorko in Egon Žižmond
- 2008–2009: Peter Maček (predsednik), Tadej Bajd, Avrelija Cencič, Kajetan Gantar, Željko Knez, Janek Musek, Marko Novak, Marjan Pavčnik, Franc Strle, Anton Suhadolc, Tomaž Svete, Marjeta Šašel Kos, Biba Teržan, Danilo Zavrtanik, Terezija Zorko in Boštjan Žekš
- 2010–2011: Tadej Bajd (predsednik), Robert Blinc, Roman Jerala, Željko Knez, Marija Kosec, Dragan Marušič, Marko Novak, Dušica Pahor, Marijan Pavčnik, Maja Remškar, Franc Strle, Tomaž Svete, Marjeta Šašel Kos, Leopold Škerget in Peter Štih
- 2012–2013: Tadej Bajd (predsednik), Robert Blinc, Stane Granda, Matija Horvat, Roman Jerala, Marko Jesenšek, Spomenka Kobe, Marija Kosec (delno), Dragan Marušič, Dušica Pahor, Maja Remškar, Leopold Škerget, Peter Štih, Lovro Šturm, Matevž Tomšič, Matija Tuma in Danilo Zavrtanik
- 2014–2015: Tamara Lah Turnšek (predsednica), Tatjana Avšič Županc, Gregor Anderluh, Stane Pejovnik, Sonja Šostar Turk, Barbara Malič, Štefko Miklavič, Matjaž Valant, Lovro Šturm, Matija Tuma, Matevž Tomšič, Stane Granda, Marko Jesenšek, Danilo Zavrtanik in Ivan Bratko
- 2016–2018: Tamara Lah Turnšek (predsednica), Tatjana Avšič Županc, Gregor Anderluh, Stane Pejovnik, Sonja Šostar Turk, Barbara Malič, Štefko Miklavič, Matjaž Valant, Slavko Splichal, Katja Mihurko Poniž, Marijan Pavčnik, Mitjan Kalin, Miha Tomaževič, Dušanka Mičetić Turk, Dragan Dragoljub Mihailović
- maj 2018–2020: Janez Plavec (predsednik), Milena Horvat, Karin Stana Kleinschek, Janko Kos, Klavdija Kutnar, Damijan Miklavčič, Ingrid Milošev, Mitja Slavinec, Slavko Splichal, Katja Mihurko Poniž, Marijan Pavčnik, Mitjan Kalin, Miha Tomaževič, Dušanka Mičetić Turk, Dragan Dragoljub Mihailović[2]:
- 2020–2022: Janez Plavec (predsednik), Milena Horvat, Karin Stana Kleinschek, Janko Kos, Klavdija Kutnar, Damijan Miklavčič, Ingrid Milošev, Mitja Slavinec, Marija Bešter Rogač, Saša Novak Krmpotič,  Gregor Serša, Matevž Tomšič, Matjaž Valant, Bojan Žalec, Dragica Wedam Lukić

Predsednik in člani odbora so imenovani za dobo štirih let. Ob prvem imenovanju odbora se je za 7 članov določila dolžina mandata za 2 leti, za ostale pa za 4 leta.

## Prejemniki Zoisovih nagrad
| leto | za življenjsko delo        | za življenjsko delo | za vrhunske dosežke                           | za vrhunske dosežke | vir           |
| leto | nagrajenec/-ci             | Področje | nagrajenec/ci                                 | dosežek | vir           |
| ---- | -------------------------- | --- | --------------------------------------------- | --- | ------------- |
| 1998 | Zmaga Kumer                | raziskave slovenskega ljudskega izročila                                                                                         | Vito Turk                                     | biokemijske raziskave proteoliznih encimov in njihovih inhibitorjev | [ 3 ]         |
| 1999 | France Bernik              | literarne vede | Rudi Podgornik                                | dosežki v fiziki DNA, polimerov in lipidnih membran | [ 4 ]         |
| 1999 | France Bernik              | literarne vede | Tatjana Avšič Županc                          | dosežki na področju virologije | [ 4 ]         |
| 1999 | France Bernik              | literarne vede | Bojan Magajna                                 | dosežki v matematiki na področju funkcionalne analize | [ 4 ]         |
| 2000 | Vinko Kambič               | medicina, na področju bolezni ušes, nosu in grla                                                                                 | Marko Andrej Zupan Stojan Stavber             | dosežki na področju organske kemije | [ 5 ]         |
| 2000 | Stane Gabrovec             | arheologija | Slavko Splichal                               | dosežki na področju komunikologije | [ 5 ]         |
| 2001 | Janko Kos                  | primerjalna književnost in literarna teorija                                                                                     | Marijan Pavčnik                               | dosežki na področju prava | [ 6 ]         |
| 2001 | Janko Kos                  | primerjalna književnost in literarna teorija                                                                                     | Leopold Škerget                               | dosežki na področju procesnega in okoljskega inženirstva | [ 6 ]         |
| 2001 | Janko Kos                  | primerjalna književnost in literarna teorija                                                                                     | Matjaž Omladič                                | dosežki na področju matematike | [ 6 ]         |
| 2002 | Mirko Ramovš               | etnokoreologija | Jože Vižintin                                 | dosežki na področju strojništva | [ 7 ]         |
| 2002 | Mirko Ramovš               | etnokoreologija | Dragan Marušič                                | dosežki na področju teorije grafov in algebre | [ 7 ]         |
| 2002 | Mirko Ramovš               | etnokoreologija | Dragan D. Mihailović                          | dosežki na področju fizike kondenzirane materije | [ 7 ]         |
| 2003 | Franc Vodopivec            | metalurgija | Dean Komel                                    | dosežki na področju filozofije | [ 8 ]         |
| 2003 | Franc Vodopivec            | metalurgija | Drago Matko                                   | dosežki na področju avtomatike | [ 8 ]         |
| 2003 | Franc Vodopivec            | metalurgija | Boris Sket                                    | dosežki na področju biologije ter jamskih in podzemskih živali | [ 8 ]         |
| 2004 | Davorin Dolar              | fizikalna kemija | Marko Mikuž Danilo Zavrtanik                  | dosežki na področju fizike osnovnih delcev | [ 9 ]         |
| 2004 | Dušan Ferluga              | medicina | Božo Plesničar                                | dosežki na področju organske kemije | [ 9 ]         |
| 2005 | Miha Tišler                | organska kemija | Tomaž Prosen                                  | dosežki na področju teoretične fizike | [ 9 ]         |
| 2005 | Jože Maček                 | fitomedicina | Dušan Turk                                    | dosežki na področju strukturne biologije | [ 9 ]         |
| 2006 | Jože Toporišič             | slovensko jezikoslovje | Marija Kosec                                  | znanstveni in razvojni dosežki na področju keramičnih materialov | [ 10 ]        |
| 2006 | Jože Toporišič             | slovensko jezikoslovje | Željko Knez                                   | znanstveni in razvojni dosežki na področju tehniške kemije | [ 10 ]        |
| 2006 | Jože Toporišič             | slovensko jezikoslovje | Marjeta Šašel Kos                             | dosežki na področju antične zgodovine | [ 10 ]        |
| 2007 | Janez Orešnik              | jezikoslovje | Svjetlana Fajfer                              | znanstveni in razvojni dosežki na področju fizike osnovnih delcev | [ 11 ]        |
| 2007 | Janez Orešnik              | jezikoslovje | Sandi Klavžar                                 | znanstveni in razvojni dosežki na področju matematike | [ 11 ]        |
| 2007 | Janez Orešnik              | jezikoslovje | Ivan Bratko                                   | dosežki na področju umetne inteligence | [ 11 ]        |
| 2008 | Ignacij Voje               | zgodovina | Peter Križan                                  | dosežki na področju fizike osnovnih delcev |               |
| 2008 | Robert Blinc               | fizika trdne snovi | Marko Topič                                   | dosežki na področju elektronike, fotovoltaike in optoelektronike |               |
| 2009 | Alojz Kralj                | elektrotehnika | Igor Muševič                                  | dosežki na področju fizike | [ 12 ]        |
| 2009 | Alojz Kralj                | elektrotehnika | Marko Jesenšek                                | dosežki na področju slovenskega jezika | [ 12 ]        |
| 2009 | Alojz Kralj                | elektrotehnika | Roman Jerala                                  | dosežki na področju biologije | [ 12 ]        |
| 2010 | Kajetan Gantar             | klasična filologija | Janez Kranjc                                  | dosežki na področju prava | [ 13 ]        |
| 2010 | Kajetan Gantar             | klasična filologija | Janez Dolinšek                                | raziskave fizikalnih lastnosti novih kompleksnih materialov | [ 13 ]        |
| 2010 | Kajetan Gantar             | klasična filologija | Mihael Drofenik                               | dosežki na področju materialov | [ 13 ]        |
| 2010 | Kajetan Gantar             | klasična filologija | Andrej Jamnik                                 | dosežki v fizikalni kemiji | [ 13 ]        |
| 2011 | Gabrijel Kernel            | fizika | Matjaž Klemenčič Vladimir Klemenčič           | knjiga Die Kärntner Slowenen und die Zweite Republik: zwischen Assimilierungsdruck und dem Einsatz für die Umsetzung der Minderheitenrechte, Mohorjeva družba/Hermagoras (2010)                                                                                    |               |
| 2011 | Boris Žemva                | anorganska kemija fluora | Boris Turk                                    | znanstveni in razvojni dosežki na področju prenosa signalov s proteazami |               |
| 2012 | Blaž Rozman                | revmatologija | Janez Bonča                                   | raziskave teorije močno sklopljenih elektronov v trdnih snoveh |               |
| 2012 | Blaž Rozman                | revmatologija | Tadej Battelino                               | dosežki v medicini |               |
| 2012 | Blaž Rozman                | revmatologija | Matjaž Valant                                 | dosežki na področju materialov |               |
| 2013 | Zinka Zorko                | raziskave govorov koroške, štajerske in panonske narečne skupine na glasoslovni, oblikoslovni, skladenjski in besedijski ravnini | Janko Kos                                     | raziskave delovanja proteoliznih encimov in njihove regulacije | [ 14 ] [ 15 ] |
| 2013 | Zinka Zorko                | raziskave govorov koroške, štajerske in panonske narečne skupine na glasoslovni, oblikoslovni, skladenjski in besedijski ravnini | Dušanka Janežič                               | dosežki v matematiki v naravoslovju | [ 14 ] [ 15 ] |
| 2013 | Zinka Zorko                | raziskave govorov koroške, štajerske in panonske narečne skupine na glasoslovni, oblikoslovni, skladenjski in besedijski ravnini | Miran Gaberšček                               | raziskave na področju materialov | [ 14 ] [ 15 ] |
| 2014 | Vito Turk                  | biokemija in molekularna biologija                                                                                               | Milena Horvat                                 | raziskovanje živega srebra | [ 16 ]        |
| 2014 | Janez Levec                | kemijsko inženirstvo | Gorazd Meško                                  | dosežki v ekološki kriminologiji | [ 16 ]        |
| 2015 | Peter Fajfar               | utemeljitelj sodobnega potresnega inženirstva v Sloveniji                                                                        | Mitjan Kalin                                  | dosežki na področju nanoinženiringa kontaktnih površin za molekularni nadzor mejnega mazanja in trenja | [ 17 ] [ 18 ] |
| 2015 | Peter Fajfar               | utemeljitelj sodobnega potresnega inženirstva v Sloveniji                                                                        | Tomaž Pisanski                                | dosežki pri znanstvenoraziskovalnem delu na področju diskretne matematike in njenih uporab | [ 17 ] [ 18 ] |
| 2015 | Peter Fajfar               | utemeljitelj sodobnega potresnega inženirstva v Sloveniji                                                                        | Borut Štrukelj                                | dosežki pri sodobnem trajnostnem razvoju farmacevtske biotehnologije v Sloveniji | [ 17 ] [ 18 ] |
| 2016 | Uroš Skalerič              | stomatologija | Janko Prunk                                   | znanstvena monografija Zgodovina Evrope v dobi racionalistične civilizacije 1775–2015 | [ 19 ]        |
| 2016 | Branko Stanovnik           | organska heterociklična kemija                                                                                                   | Božidar Šarler                                | dosežki pri razvoju in uporabi brezmrežnih numeričnih metod | [ 19 ]        |
| 2017 | Slobodan Žumer             | teoretična fizika mehke snovi | Rajko Bratož                                  | monografija Med Italijo in Ilirikom: slovenski prostor in njegovo sosedstvo v pozni antiki | [ 20 ]        |
| 2017 | Slobodan Žumer             | teoretična fizika mehke snovi | Janez Plavec                                  | raziskave zgradbe nukleinskih kislin in proteinov z uporabo jedrske magnetne resonance | [ 20 ]        |
| 2017 | Slobodan Žumer             | teoretična fizika mehke snovi | Zdravko Kravanja                              | razvoj računalniško podprtih metod ter orodij za sintezo in rekonstrukcijo procesov | [ 20 ]        |
| 2018 | Milica Kacin Wohinz        | zgodovinopisje | Marko Noč                                     | dosežki na področju intenzivne interne medicine | [ 21 ]        |
| 2018 | Milica Kacin Wohinz        | zgodovinopisje | Robert Dominko                                | dosežki na področju materialov za razvoj novih baterijskih konceptov | [ 21 ]        |
| 2018 | Boštjan Žekš               | teoretična fizika | Matjaž Perc                                   | pomemben prispevek k teoretičnemu opisu človeškega sodelovanja, še posebno za rešitev problema močne recipročnosti in problema defekcije drugega reda ter razvoj podsistemske stabilnostne analize agentskih sistemov kot nove metode za analizo družbenih modelov | [ 21 ]        |
| 2019 | Alenka Šelih               | kriminologija | Nives Ogrinc                                  | interdisciplinarna uporaba stabilnih izotopov lahkih in težjih elementov v fizikalni kemiji, ekologiji, metrologiji, živilstvu in arheologiji | [ 22 ]        |
| 2019 | Josip Globevnik            | raziskave kompleksnih analiz | Enes Pasalic                                  | dosežki na področju kriptografije in informacijske varnosti | [ 22 ]        |
| 2019 | Josip Globevnik            | raziskave kompleksnih analiz | Denis Arčon                                   | raziskave kvantnega magnetizma | [ 22 ]        |
| 2020 | Radovan Stanislav Pejovnik | kemija | Barbara Malič                                 | raziskave elektrokaloričnih keramičnih materialov | [ 23 ]        |
| 2020 | Radovan Stanislav Pejovnik | kemija | Gregor Anderluh                               | dosežki na področju biokemije in molekularne biologije | [ 23 ]        |
| 2020 | Tamara Lah Turnšek         | biokemija in biomedicina | Andrej Filipčič, Samo Stanič, Marko Zavrtanik | dosežki pri raziskavah kozmičnih delcev ekstremnih energij | [ 23 ]        |
| 2020 | Tamara Lah Turnšek         | biokemija in biomedicina | Kozma Ahačič                                  | raziskovanje slovenske jezikovne preteklosti in sedanjosti ter inovativne predstavitve znanstvenih dosežkov različnim uporabnikom | [ 23 ]        |
| 2021 | Anuška Ferligoj            | statistika | Stanislav Gobec                               | osnovne in uporabne raziskave v farmaciji | [ 24 ]        |
| 2021 | Anuška Ferligoj            | statistika | Goran Dražić                                  | dosežki na področju presevne elektronske mikroskopije materialov | [ 24 ]        |
| 2021 | Julijana Kristl            | biokemijska in nanofarmacevtska tehnologija                                                                                      | István Kovács                                 | dosežki na področju algebraične teorije grafov | [ 24 ]        |
| 2021 | Julijana Kristl            | biokemijska in nanofarmacevtska tehnologija                                                                                      | Tomaž Zwitter                                 | dosežki pri utemeljevanju mnogodimenzionalne slike lokalnega vesolja | [ 24 ]        |
| 2022 | Marijan Pavčnik            | pravo | Nada Lavrač                                   | izvirne metode predstavitve podatkov za učinkovito strojno učenje | [ 25 ]        |
| 2022 | Marijan Pavčnik            | pravo | Maja Ravnikar                                 | revolucionarni premiki odkrivanju in razširjanju virusov, diagnostiki in odstranjevanju patogenih virusov | [ 25 ]        |
| 2022 | Radovan Komel              | medicinska molekularna biologija in genetika ter gensko inženirstvo v biokemiji in biotehnologiji                                | Ester Heath                                   | raba organske analize na področju okolja, hrane in zdravja | [ 25 ]        |
| 2022 | Radovan Komel              | medicinska molekularna biologija in genetika ter gensko inženirstvo v biokemiji in biotehnologiji                                | Bojan Kuzma                                   | dosežki na področju linearne algebre | [ 25 ]        |
| 2023 | Joso Vukman                | funkcionalna analiza, teorija kolobarjev in funkcijske enačbe                                                                    | Aleksey Kostenko                              | dosežki na področju matematične analize | [ 26 ]        |
| 2023 | Joso Vukman                | funkcionalna analiza, teorija kolobarjev in funkcijske enačbe                                                                    | Igor Križaj                                   | dosežki na področju toksinologije | [ 26 ]        |
| 2023 | Danilo Zavrtanik           | fizika visokih energij | Igor Škrjanc                                  | dosežki na področju inteligentnih samorazvijajočih se sistemov | [ 26 ]        |
| 2023 | Danilo Zavrtanik           | fizika visokih energij | Marko Snoj                                    | dosežki na področju slovenskega jezika | [ 26 ]        |
| 2024 | Željko Knez                | kemijsko inženirstvo | Ivan Šprajc                                   | dosežki na področju arheoloških in arheoastronomskih raziskav v Mezoameriki | [ 27 ]        |
| 2024 | Željko Knez                | kemijsko inženirstvo | Igor Klep                                     | dosežki na področju algebre in njene uporabe | [ 27 ]        |
| 2024 | Ljubica Marjanović Umek    | razvojna psihologija | Tomaž Katrašnik                               | dosežki na področju simulacijskih modelov in diagnostičnih metod za elektromobilnost | [ 27 ]        |
| 2024 | Ljubica Marjanović Umek    | razvojna psihologija | Damjana Rozman                                | dosežki na področju biokemije, molekularne biologije in funkcijske genomike | [ 27 ]        |